# Brian Armstrong (Unternehmer)

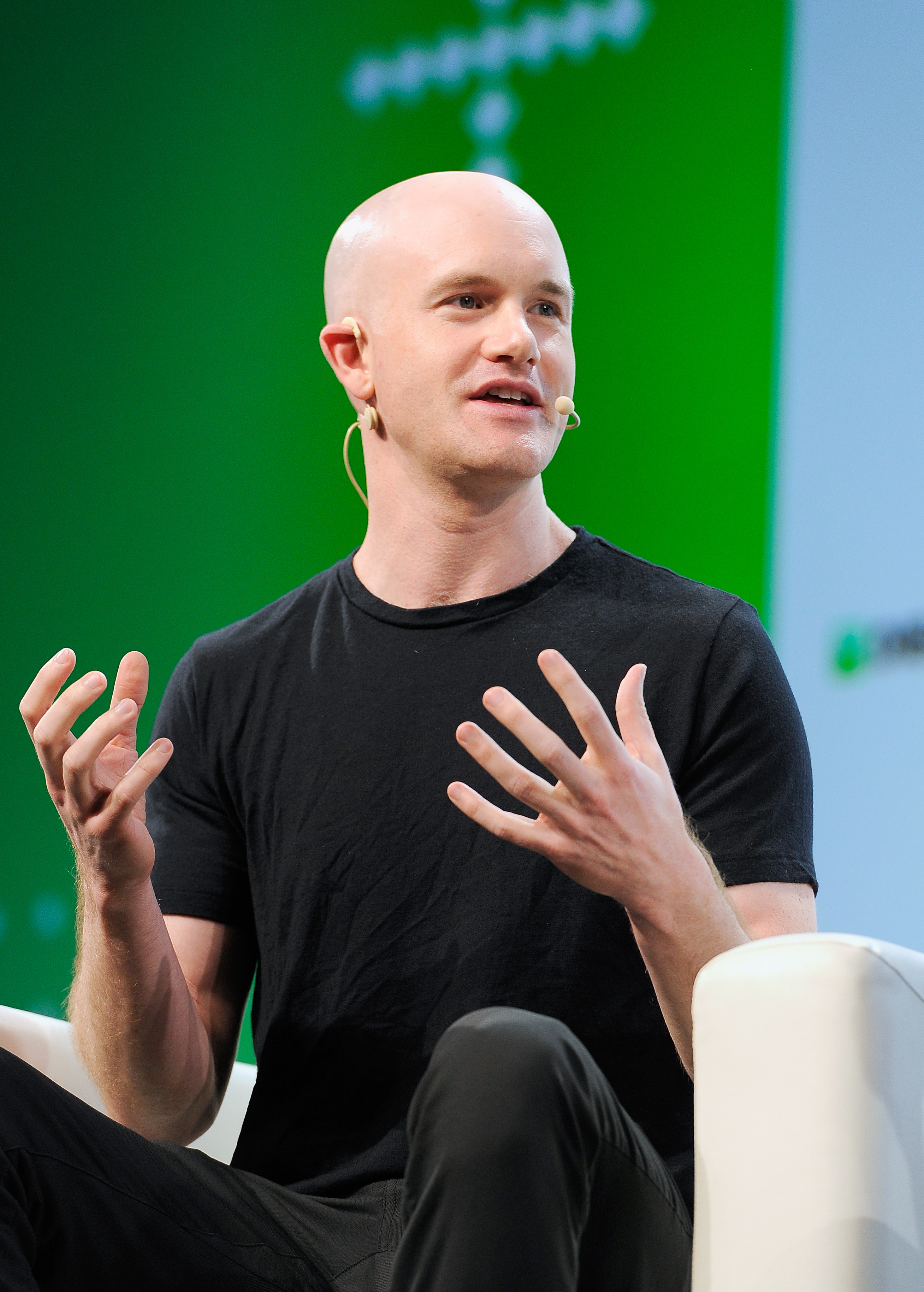
Brian Armstrong, CEO von Coinbase (2018)

Brian Armstrong (* 25. Januar 1983 in Kalifornien) ist ein amerikanischer Unternehmer, Investor, Geschäftsführer und Co-Gründer von Coinbase, der größten Handelsplattform für Kryptowährung in den USA.

## Leben

### Herkunft und Ausbildung
Armstrong wuchs in der Nähe von San José in Kalifornien auf. Seine Eltern waren Ingenieure. Als Kind versuchte er in der Grundschule bereits Süßigkeiten auf dem Spielplatz zu verkaufen. Später verkaufte er gebrauchte Computer. Er besuchte die Rice University in Texas und schloss sein Studium 2006 mit einem Master in Computerwissenschaften ab. Im Bachelor studierte er unter anderem auch Wirtschaftswissenschaften. Nach seinem Studium verbrachte Armstrong ein Jahr in Südamerika. Während dieser Zeit baute er das Bildungs-Start-up UniversityTutor.com auf, das Tutoren und Studenten über eine Online-Plattform zusammenbringt. Gleichzeitig erlebte er in diesem Jahr eine Hyperinflation in Argentinien und die damit verbundenen Nachteile des Finanzmarktes.

### Berufliches
2010 bekam Armstrong das White Paper über Bitcoin, verfasst unter dem Pseudonym Satoshi Nakamoto, in die Hände. Er glaubte an das Konzept und investierte in die Kryptowährung Bitcoin. Zeitgleich ging er zu Bitcoin-Meet-ups in San Francisco. 2011 arbeitete er als Softwareentwickler bei Airbnb, zuvor bei IBM. Bei Airbnb befasste er sich mit Finanztransaktionsströmen in den diversen Ländern und erkannte die Ineffizienz, die Unsicherheit und hohen Kosten des internationalen Finanzsystems bei weltweiten Transaktionen. In seiner Freizeit schrieb er Codes in den Programmiersprachen Ruby und JavaScript, um Bitcoins kaufen und lagern zu können. Gleichzeitig arbeitete er für sein Start-up UniversityTutor.com.
2011 gründete Armstrong die Handelsplattform für Kryptowährung Coinbase. Der Launch war aber erst 2012, als er nach einem gewonnenen Wettbewerb vom Gründerzentrum Y Combinator die finanziellen Mittel dafür bekam. Das Preisgeld betrug $150,000. Armstrong war der erste CEO des Unternehmens. Kurz darauf lernte er Fred Ehrsam, einen ehemaligen Goldman-Sachs-Trader, kennen und machte ihn zum Mitgründer. Im Juni 2012 verließ Armstrong Airbnb. 2017 verließ sein Mitgründer Ehrsam das Unternehmen. Dieser hält aber nach wie vor Anteile am Unternehmen und sitzt im Verwaltungsrat von Coinbase. 2020 erklärte Armstrong im Zuge der Black-Lives-Matter-Protesten, dass Coinbase ein Unternehmen mit „apolitischer Kultur“ sei und sich nicht in gesellschaftliche Themen einmische, die die Unternehmensmission nicht tangieren. Daraufhin verließen 5 % der Mitarbeiter Coinbase. Im April 2021 brachte Armstrong das Unternehmen an die Börse. Seitdem ist es an der Nasdaq, wo auch Aktien von Apple und Facebook gehandelt werden, gelistet. Armstrong hält rund 19 % der Aktien von Coinbase. Diese sind rund 14 Milliarden Dollar wert (Stand April 2021).
2014 kam er im Dokumentarfilm The Rise and Rise of Bitcoin vor.

### Vermögen
2017 wurde er vom Forbes-Magazin mit 34 Jahren auf Platz 10 der Liste 40 under 40 gelistet. 2019 wurde er vom Time Magazine auf die Liste der 100 einflussreichsten Personen 100 Next gesetzt.
2021 schätzte Forbes sein Vermögen auf 11,8 Milliarden US-Dollar.

### Wohltätigkeit
2018 unterzeichnete Armstrong The Giving Pledge ein philanthropische Kampagne, wodurch er verspricht Teile seines Vermögens für wohltätige Zwecke zu spenden. Zusätzlich startete er GiveCrypto.org, eine Plattform, die es ermöglicht für Menschen in Armut in Form von Kryptowährungen zu spenden.

### Privates
Ziel von Armstrong ist es, den Handel mit Kryptowährungen so einfach wie möglich zu gestalten.
In seiner Freizeit programmiert er elektronische Musik, die er mit einem DJ versteigern will.